# Дель Понте, Карла
Карла дель Понте (итал. Carla Del Ponte, род. 9 февраля 1947 Лугано, Валлемаджа, Швейцария) — швейцарский государственный деятель, юрист. С 2012 по 2017 год — член международной комиссии по расследованию событий в Сирии при Верховном комиссаре ООН по правам человека. С 2008 по 2011 год — посол Швейцарии в Аргентине. С 1999 по 2008 год — главный обвинитель, прокурор Гаагского Международного трибунала ООН по бывшей Югославии и Международного трибунала ООН по Руанде. Магистр права (1972).
С 1994 по 1999 года — генеральный прокурор Швейцарии. С 1981 по 1994 год — прокурор окружной прокуратуры Лугано. 

## Биография
Карла дель Понте родилась в 1947 году в городе Лугано в италоязычной части Швейцарии. Изучала право в университетах Берна, Женевы и Лондона. В 1972 году получила степень магистра права и устроилась на работу в одну из юридических фирм. В 1975 году открыла собственную юридическую компанию.
В 1981 году дель Понте перешла на государственную службу и получила должность магистрата-следователя (прокурора) в окружной прокуратуре Лугано. За расследования, связанные с отмыванием денег, контрабандой оружия, международной наркоторговлей, а также в целом за бескомпромиссную борьбу с организованной преступностью получила прозвище «Карлита-Чума» (итал. Carlita La Pesta). Свою работу она вела в тесном контакте с итальянским судьёй Джованни Фальконе, погибшим в 1992 году от взрыва, организованного сицилийской мафией.
В 1994 году дель Понте была назначена на пост генерального прокурора Швейцарии. Широкую известность в России ей принесло дело о подозрении в коррупции в окружении первого президента РФ Бориса Ельцина (известное как «дело Mabetex»): утверждалось, что представители российского руководства получали взятки от швейцарской строительной фирмы, возглавляемой будущим президентом Республики Косово Бехджетом Пацолли, получившей крупный контракт на реконструкцию зданий московского Кремля. Это было не единственное её громкое дело на посту генпрокурора: также в своё время она заморозила счета бывшего премьер-министра Пакистана Беназир Бхутто и добилась ареста 118 миллионов долларов на счетах брата экс-президента Мексики Рауля Салинаса.
В августе 1999 года Совет безопасности ООН назначил её на должность обвинителя в Международный трибунал по бывшей Югославии (МТБЮ), расследовавшим военные преступления в ходе Балканских конфликтов, а также в Международный трибунал по Руанде (МТР), занимавшийся расследованием геноцида в Руанде. На эти должностях она сменила Луизу Арбур.
В 2003 году, не добившись серьёзного успеха в МТР, дель Понте целиком посвятила себя делу бывшей Югославии. Слушания стороны обвинения продолжались с 2002 по 2004 годы, а с августа начались слушания защиты. Главный обвиняемый, Слободан Милошевич, отказался от адвоката и представлял свои интересы сам. Слушания МТБЮ многократно прерывались из-за ухудшившегося здоровья подсудимого, а в марте 2006 года Милошевич скончался в тюрьме от остановки сердца. Доказать его вину так и не удалось. После этого внимание обвинителя было переключено на лидеров боснийских сербов Ратко Младича и Радована Караджича, обвинявшихся в массовых убийствах в Сребренице.
Ратко Младич был пойман Сербскими спецслужбами и выдан Гаагскому Трибуналу в июне 2011 года.
В результате 30 января 2007 года дель Понте оставила свой пост прокурора в МТБЮ. С 2008 по 2011 год занимала пост посла Швейцарии в Аргентине.
В 2008 году дель Понте выпустила книгу «Охота. Я и военные преступники», в которой рассказывает о случаях вырезания и продажи органов у живых сербских пленных косовскими албанцами. Кроме того в своей книге она обвиняет в противодействии трибуналу не только Москву и Белград, но также и ЦРУ, ООН, Вашингтон и НАТО.
С сентября 2012 по август 2017 года дель Понте была членом международной комиссии по расследованию событий в Сирии под эгидой Верховного комиссара ООН по правам человека. В мае 2013 года она заявила, что именно антиправительственные формирования применяют химическое оружие во время гражданской войны. Это мнение было диаметрально противоположно мнению большинства европейских политиков, обвинявших в применении химического оружия правительственные войска. 6 августа 2017 года сложила полномочия члена комиссии в связи с тем, что Совет безопасности ООН не даёт хода материалам комиссии.

## Государственные обвинения
С 1999 года представляла сторону обвинения в деле бывшего президента Югославии Слободана Милошевича, который в 2006 году скончался в тюремной камере, не дождавшись окончания судебного процесса.
2 апреля 2022 года дель Понте в интервью швейцарской Le Temps призвала Международный уголовный суд выдать ордер на арест президента России Владимира Путина по военным преступлениям из-за войны с Украиной. По ее словам, следствие должно найти доказательства, изобличающие высокопоставленных политических и военных деятелей. В то же время дель Понте признала, что подписанный ордер вовсе не означает, что Путин действительно будет взят под стражу.

## Личная жизнь
Дель Понте была замужем, сейчас разведена. Имеет сына, о котором практически ничего не известно.